# DEW Engineering
Die D.E.W. Engineering Co. Ltd. war ein britischer Automobilhersteller, der 1913 und 1914 in Eynsford (Kent) ansässig war. Dort entstand ein vierrädriges Cyclecar namens Dewcar. Harold E. Dew hatte es konstruiert und seit 1910 verschiedene Prototypen gebaut.
Die ersten Serienmodelle wurden 1913 gebaut, hatten nur einen Sitzplatz und wurden von einem Einzylindermotor von Precision angetrieben, der mit 4,5 hp angegeben war. Bald danach gab es einen Zweisitzer, der einen größeren Zweizylinder-Reihenmotor mit Luft- oder Wasserkühlung besaß. Der Einsitzer kostete £ 75 und der Zweisitzer £ 95 (mit Luftkühlung) oder £ 115 (mit Wasserkühlung).
Harold Dew verließ die Firma im Februar 1914 und gründete die Firma DU Manufacturing in London, wo er einen Wagen namens D Ultra baute. Nach dem Weggang Dews übernahm Victor Motors die Konstruktion des Dewcar und baute es unter eigenem Namen weiter bis 1920 weiter.